# Woldemar Salomo Hausdorf
Woldemar Salomo Hausdorf (* 5. Juni 1731 in Zittau; † 28. März 1779 in Kleinschönau) war ein deutscher evangelischer Theologe.

## Leben
Woldemar Salomo Hausdorf wurde 1731 in Zittau als Sohn des Pfarrers Urban Gottlieb Hausdorf (1685–1762) geboren. Nach dem Besuch des Gymnasiums seiner Heimatstadt entschied er sich für ein theologisches Studium an der Universität Leipzig. Am 1. Februar 1751 wechselte er an die Universität Wittenberg, wo er am 30. April 1754 den akademischen Grad eines Magisters der philosophischen Wissenschaften erwarb. 
Nachdem er seine theologischen Studien zum Abschluss gebracht hatte, wurde er 1754 Mittwochsprediger und Katechet in Zittau, stieg 1758 zum Mittagsprediger, 1762 zum Frühprediger und 1773 zum Dienstagsprediger auf. Noch im selben Jahr übernahm er ein Pfarramt in Kleinschönau, wo er bis zu seinem Lebensende wirkte. Neben einigen literarischen Erscheinungen befasste er sich unter anderem mit der Kirchengeschichte von Zittau, über die er ein handschriftliches Manuskript hinterließ.

## Werkauswahl
1. Elpidium ex antiquitatis priscae monumentis erutum etc. Zittau 1747
2. Diss. (Praes. T. Hofmanno) de ordinatione Timothei, ad 1. Tim. IV, 14 etc. 2. Tim. I, 6. Wittenberg 1754
3. Untersuchung der Frage: ob die schwere Verantwortung eines Predigers ein hinlänglicher Beweggrund sey, einem von der Gottesgelahrheit abzurathen ? Zittau 1754
4. Ob es rathsam sey, dass eine jede Gemeine ihr eigen Gesangbuch habe? eine Glückwünschungsschrift. Zittau 1756
5. Buchstabirtafel, in forma pat.
6. Die neue Pfarrfrau; ein aufgefundenes Singspiel bey der ehel. Vermählung des Pastors Schletter in Dittersbach 1777
7. Dank- und Ermunterungsrede, welche an dem feyerl. Tags der Legung des Grundsteins zu St. Johannis in der P. P. Kirche am 23 Jul. 1766 gehalten worden. In: Beschreibung der Legung des Grundsteins zu der 1757 eingeäscherten Hauptkirche zu St. Johannis. Zittau 1766, S. 54–62.